# علم النفس عبر الثقافة
 علم النفس عبر الثقافي أو علم النفس عبر الثقافات هو فرع من علم النفس يبحث في الدراسة العلمية للسلوك الإنساني والعمليات العقلية بما فيها من تباين وتماثل في الظروف الثقافية المتنوعة. تسعى إلى توسيع وتطوير علم النفس عبر توسيع منهجيات البحث للتعرف على الاختلافات الثقافية في السلوك واللغة والمعنى. نظرًا لأن علم النفس باعتباره تخصصًا أكاديميًا تطور في أمريكا الشمالية وأوروبا بشكل أساسي، شعر بعض علماء النفس بالقلق من أن تكون المفاهيم التي تؤخذ على أنها عالمية، ليست في الواقع ثابتة كما افتُرض سابقًا، خاصة أن الكثير من محاولات تكرار التجارب الهامة في ثقافات أخرى حصدت نجاحًا متفاوتًا. نظرًا لوجود تساؤلات حول ما إذا كانت النظريات التي تتناول موضوعات أساسية، كالعاطفة والإدراك ومفاهيم الذات، والقضايا كالأمراض النفسية والقلق والاكتئاب، تفتقر إلى «الصلاحية الخارجية» عندما «تُصدّر» إلى بيئة ثقافية أخرى، يعيد علم النفس عبر الثقافات فحصها باستخدام منهجيات مصممة لفهم أثر الاختلافات الثقافية مراعيًا التباين الثقافي. أشار بعض النقاد إلى العيوب المنهجية في أبحاث علم النفس عبر الثقافات وزعموا أن النقائص الخطيرة في الأسس النظرية والمنهجية المستخدمة تعيق البحث العلمي عن المبادئ العالمية المشتركة في علم النفس، إلا أن الباحثين في علم النفس عبر الثقافات يتجهون نحو دراسة كيفية نشوء الاختلافات (التباين)، بدلًا من البحث عن الأسس العامة الثابتة كما في الفيزياء أو الكيمياء.
قبل الحرب العالمية الثانية لم يشكل علم النفس عبر الثقافات سوى مجالًا صغيرًا من علم النفس، إلا أن الاهتمام به تزايد خلال الستينيات. في عام 1971، أُسّست الجمعية متعددة التخصصات للبحوث العابرة للثقافات، وفي عام 1972 أُسّست الرابطة الدولية لعلم النفس العابر الثقافات. ومنذ ذلك الوقت، توسع هذا الفرع من علم النفس وتزايدت شعبية دمج الثقافة والتنوع في دراسة الظواهر النفسية.
يختلف علم النفس عبر الثقافات عن علم النفس الثقافي، يشير علم النفس الثقافي وهو فرع من علم النفس إلى أن السلوك البشري يتأثر بشدة بالفروق الثقافية، ما يعني أنه لا يمكن مقارنة الظواهر النفسية ببعضها عبر الثقافات إلا بشكل محدود. في المقابل، ينطوي علم النفس بين الثقافات على البحث عن العناصر العالمية المشتركة المحتملة في السلوك والعمليات العقلية. يمكن اعتبار علم النفس بين الثقافات «نوعًا من المنهجية البحثية، بدلًا من اعتباره مجالًا منفصلًا تمامًا في علم النفس». ويمكن تمييز علم النفس عبر الثقافات عن علم النفس الدولي الذي يبحث في التوسع العالمي لعلم النفس وخاصة خلال العقود الأخيرة. ومع ذلك، يشترك علم النفس بين الثقافات وعلم النفس الثقافي وعلم النفس الدولي بالاهتمام بتوسيع نطاق علم النفس ليكون تخصصًا عالميًا قادرًا على فهم الظواهر النفسية عبر الثقافات وفي سياق عالمي.

## التعاريف وأولى الأعمال
هناك تعريفان للمجال: «الدراسة العلمية للسلوك الإنساني وانتقاله، مع مراعاة الطرق التي يتشكل من خلالها السلوك وتأثره بالقوى الاجتماعية والثقافية»، و«الدراسة التجريبية لأفراد من مجموعات ثقافية مختلفة. والذين مروا بتجارب مختلفة أدت إلى اختلافات سلوكية لافتة بينهم يمكن التنبؤ بها». يمكن تعريف الثقافة ككل بأنها «أسلوب الحياة المشترك عند مجموعة من البشر». بخلاف علماء الاجتماع، فإن معظم الباحثين في علم النفس عبر الثقافات لا يرسمون خطًا واضحًا بين البنية الاجتماعية وأنظمة المعتقدات الثقافية.
ظهر العمل المبكر في علم النفس عبر الثقافات في (مجلة علم النفس الشعبي وعلوم اللغات)، التي انطلقت في عام 1860. أُجري المزيد من البحث ذو التوجه التجريبي على يد ويليامز اتش.آر ريفرز (1864-1922) الذي حاول قياس الذكاء والحدة الحسية عند السكان الأصليين في منطقة مضيق توريس بين أستراليا وغينيا الجديدة. فيلهلم وندت -أبو علم النفس الحديث- نشر عشرة مجلدات عن علم النفس الشعبي (نوع من علم النفس الثقافي، ذو توجه تاريخي)، ولكن هذه المجلدات كانت ذات تأثير محدود في العالم الناطق باللغة الإنجليزية. تحدى فرانز بواس وهو اختصاصي في علم الإنسان (الأنثروبولوجيا) في جامعة كولومبيا، طلابه مثل روث بنديكت ومارغريت ميد، لدراسة الظواهر النفسية في الثقافات غير الغربية كاليابان وساموا وغينيا الجديدة. وقد أكد هؤلاء على التباين الثقافي الهائل للكثير من الظواهر النفسية، متحدين بذلك علماء النفس في أن يثبتوا صحة نظرياتهم المفضلة عبر الثقافات المختلفة.

## البحوث والتطبيقات

### مفهوم الذات عند ذوي الثقافة الثنائية
استخدم بعض علماء النفس «التمهيد الثقافي» لفهم كيفية تفسير الأفراد الذين يعيشون في ثقافة متعددة للأحداث. فمثلًا، عرض هونغ ومعاونوه مجموعة مختلفة من الصور التي تحمل طابعًا ثقافيًا، مثل مبنى الكابيتول الأمريكي ومعبدًا صينيًا على المشاركين، وعرضوا بعدها مقطعًا يُصور سمكة وحيدة تسبح أمام مجموعة من الأسماك. عندما يشاهد المشاركون الصورة الأخيرة فإن المشاركين من هونغ كونغ، من المرجح أن يفكروا بطريقة جماعية. في المقابل، فإن نظرائهم الذين يشاهدون صور الثقافة الغربية أكثر عرضة لإعطاء رد فعل مخالف والتركيز على تلك السمكة الوحيدة. الأشخاص الذين يعيشون في مجتمع ثنائي الثقافة يميلون لإسناد المواضيع بشكل فاعل إلى الثقافة التي تعرض عليهم رموزها. استخدم في التجارب أيضًا مهمة إحاطة الضمير بدائرة، وهي أيضًا مهمة تمهيدية ثقافية، يُطلب من المشاركين إحاطة ضمير محدد بدائرة، مثل «نحن» و«أنا»، أثناء قراءة فقرة.

### جيرت هوفستيد وأبعاد الثقافة
أحدث عالم النفس الهولندي جيرت هوفستيد ثورة في هذا المجال عبر أبحاثه العالمية حول قيم آي بي إم في السبعينيات. نظرية الأبعاد الثقافية لهوفستيد تشكل نقطة انطلاق واحدة من أكثر التقاليد البحثية نشاطًا في علم النفس عبر الثقافات، وهي أيضًا مصدر استشهاد على نطاق واسع في الأدبيات الإدارية. وجد عمله الأولي أن الثقافات تختلف في أربعة أبعاد: بعد القوة، وتجنب عدم اليقين، والذكورة والأنوثة، والجماعية والفردية. لاحقًا حين وسعت منظمة «الصلة بالثقاقة الصينية» أبحاثه باستخدام المواد الصينية الأصلية، أضاف بعدًا خامسًا وهو التوجه طويل الأمد (المعروف باسم الديناميكية الكونفوشيوسية)، والذي يمكن العثور عليه في الثقافات الأخرى إلى جانب الصين. بعد ذلك، عمل مع مايكل مينكوف باستخدام بيانات من «رابطة مسح القيم العالمية»، وأضاف بعدًا سادسًا وهو الانغماس مقابل ضبط النفس.
على الرغم من شعبية عمل هوفستيد، شكك ماكسويني (2002) به. تحدى بيري وآخرون تحدي بعض أعمال هوفستيد، واقترحوا تدابير بديلة لتقييم الفردية والجماعية. أثبت النقاش حول الفردية والجماعية أنه إشكالي، إذ جادل سينها وتريباثي (1994) أن التوجهات الفردية والجماعية القوية قد تتعايش معًا في نفس الثقافة (يناقشان الهند هنا). وقد وُجد أن هذا يمثل مشكلة في الكثير من الأبعاد الخطية المتباينة والثنائية بطبيعتها. الثقافات أكثر تعقيدًا وتستند إلى إطارها مقارنةً بتمثيلاتها في أبعاد غير مرنة كهذه.

### نموذج الشخصية ذو العوامل الخمسة
هل يمكن تعميم السمات التي يحددها علماء النفس الأمريكيون على الأفراد في جميع البلدان؟ إجابةً على السؤال، تساءل الباحثون في علم النفس عبر الثقافات عن كيفية مقارنة السمات عبر الثقافات. لدراسة هذا السؤال، أجريت دراسات مفرداتية لقياس عوامل شخصية باستخدام الصفات المستخدمة في لغات مختلفة. خلصت هذه الدراسات إلى أن عوامل الانبساط والتوافق والضمير الحي تظهر دومًا تقريبًا، لكن العصابية والانفتاح على التجارب لا تظهر في جميع الأحيان. لذا من الصعب تحديد ما إذا كانت هذه الصفات غير موجودة في ثقافات معينة أو أنها موجودة تحت مسميات وصفية أخرى. ومع ذلك، تظهر الكثير من الأبحاث أن نموذج العوامل الخمسة هو بنية عالمية يمكن استخدامها في البحوث والدراسات عبر الثقافات بشكل عام. وقد تضم الثقافات الأخرى سمات أكثر أهمية تتجاوز السمات المدرجة في نموذج العوامل الخمسة.